# ویلی کراکاو
ویلی کراکاو (آلمانی: Willi Krakau؛ زادهٔ ۴ دسامبر ۱۹۱۱ در شونبک، ساکسونی، درگذشتهٔ ۲۶ آوریل ۱۹۹۵ در پاینه، ساکسونی سفلی) رانندهٔ مسابقات اتومبیل‌رانی فرمول یک اهل آلمان بود که در فصل ۱۹۵۲ در مجموع در یک گراند پری شرکت کرد، اما موفق به کسب هیچ امتیازی نشد.
کراکاو در ۲۶ آوریل ۱۹۹۵ در پاینه، ساکسونی سفلی درگذشت.